# ティッピ・ヘドレン
ティッピ・ヘドレン（Tippi Hedren、1930年1月19日 - ）は、アメリカ合衆国ミネソタ州出身の女優。父親はスウェーデンおよびデンマーク系、母親はノルウェーおよびドイツ系。

## 来歴
1950年代から60年代にかけてモデルとして活躍。テレビコマーシャルに出演していたところをアルフレッド・ヒッチコック監督に見出されて『鳥』に出演。ゴールデングローブ賞有望若手女優賞を受賞し一躍スターとなる。翌年もヒッチコックの『マーニー』に出演。ヒッチコックは更に彼女主演の映画製作を望んでいたが、彼女のキャリアをコントロールしようとするヒッチコックとティッピは相容れず、1967年に女優業を一時中断。その後は動物のための施設を運営しながら、テレビ中心に活躍した。
女優のメラニー・グリフィスは娘。同じく女優のダコタ・ジョンソンは孫。
1982年（昭和57年）、出演映画『ロアーズ』の日本公開の為に来日している。

## 主な出演作品

### 映画
| 公開年 | 邦題 原題                                                      | 役名                             | 備考       |
| ------ | -------------------------------------------------------------- | -------------------------------- | ---------- |
| 1963   | 鳥 The Birds                                                   | メラニー・ダニエルズ             |            |
| 1964   | マーニー Marnie                                                | マーニー・エドガー               |            |
| 1967   | 伯爵夫人 A Countess from Hong Kong                             | マーサ                           |            |
| 1971   | 怒りの戦場 Mister Kingstreet's War                             | マギー・キングストリート         |            |
| 1973   | 青い接触 The Harrad Experiment                                 | マーガレット                     |            |
| 1981   | ロアーズ Roar                                                  | マデレーン                       |            |
| 1982   | フォックスファイヤー・ライト Foxfire Light                     | エリザベス・モーガン             |            |
| 1990   | セクシーナイト In the Cold of the Night                        | クララ                           |            |
| 1990   | パシフィック・ハイツ Pacific Heights                           | フローレンス・ピータース         |            |
| 1991   | 新・疑惑の影 Shadow of a Doubt                                 | マシューソン夫人                 | テレビ映画 |
| 1992   | 壁の中の歪んだ愛 Through the Eyes of a Killer                  | ベラノ夫人                       | テレビ映画 |
| 1993   | 新・鳥 The Birds II: Land's End                                | ヘレン                           | テレビ映画 |
| 1998   | 赤い標的 THE BREAK UP Break Up                                 | 母                               |            |
| 1998   | クレイジー・ナッツ 早く起きてよ I Woke Up Early the Day I Died | メイリンダ                       |            |
| 1999   | ダークリング The Darklings                                     | マーサ・ジャクソン               | テレビ映画 |
| 2004   | ハッカビーズ I Heart Huckabees                                 | メアリー・ジェーン・ハッチンソン |            |
| 2005   | The Last Confederate: The Story of Robert Adams                | ミセス・アダムス                 |            |
| 2008   | Dead Write                                                     | ミニー                           |            |
| 2012   | Free Samples                                                   | ベティー                         |            |
| 2013   | Return to Babylon                                              | ミセス・ピーボディ               |            |
| 2017   | The Ghost and the Whale                                        | ティッピ                         |            |

### テレビシリーズ
| 放映年 | 邦題 原題                                     | 役名                     | 備考        |
| ------ | --------------------------------------------- | ------------------------ | ----------- |
| 1983   | 探偵ハート&ハート Hart to Hart                | ライザ・アタートン       | 1エピソード |
| 1998   | シカゴホープ Chicago Hope                     | アルフレダ・パーキンス   | 1エピソード |
| 2000   | プロビデンス Providence                       | コンスタンス・ヘミングス | 3エピソード |
| 2006   | 4400 未知からの生還者 The 4400                | リリー・ムーア・テイラー | 1エピソード |
| 2008   | CSI:科学捜査班 CSI: Crime Scene Investigation | カレン・ローゼンタール   | 1エピソード |
| 2012   | シングルパパの育児奮闘記 Raising Hope         | ナナ                     | 1エピソード |
| 2013   | クーガータウン Cougar Town                    |                          | 1エピソード |

## 受賞歴
1964年に行なわれた第21回ゴールデングローブ賞（1963年の作品を対象）において、『鳥』で有望若手女優賞を受賞している。

## ヘドレンを扱った作品
ヒッチコック監督によるヘドレンへのセクハラを描いたドナルド・スポトの書籍『Spellbound by Beauty: Alfred Hitchcock and His Leading Ladies』が、2012年にアメリカ・イギリス・南アフリカ合作のテレビ映画『ザ・ガール ヒッチコックに囚われた女』として映像化されている。ヘドレンを演じたのはシエナ・ミラー。

## 参照
1. ↑  Holt, Georgia; Phyllis Quinn, Sue Russell (1988). Star Mothers: The Moms Behind the Celebrities. Simon and Schuster. p. 287. ISBN 0-671-64510-2
2. ↑  “LIFE Magazine May 21, 1956 @ Original LIFE Magazines.com, Unique Gift Idea, Vintage LIFE Magazine, Classic LIFE Magazine”.   Originallifemagazines.com. 2012年10月20日閲覧。